# Реа (Павија)
Реа (итал. Rea) је насеље у Италији у округу Павија, региону Ломбардија.
Према процени из 2011. у насељу је живело 424 становника. Насеље се налази на надморској висини од 61 м.

## Становништво
Према резултатима пописа становништва 2011. у општини је живело 432 становника.
| 1931. | 1936. | 1951. | 1961. | 1971. | 1981. | 1991. | 2001. | 2011. |
| ----- | ----- | ----- | ----- | ----- | ----- | ----- | ----- | ----- |
| 905   | 1.156 | 837   | 777   | 678   | 613   | 564   | 498   | 432   |